# 木村庄之助 (31代)
31代 木村 庄之助（さんじゅういちだい きむら しょうのすけ、本名：阿部 正夫（あべ まさお）、1940年12月3日 - ）は、大相撲の立行司の一人。木村庄之助としての在位期間は2003年5月〜2005年11月。立浪部屋所属。

## 人物
北海道上川郡美瑛町出身。
「髭の伊之助」として知られる19代式守伊之助に入門。27代木村庄之助と三役格10代式守与太夫は兄弟子にあたり、同期生には30代庄之助、32代庄之助、33代庄之助がいる。1955年5月場所に式守正夫の名で初土俵を踏む。1970年7月に十両格に昇格。1974年7月に後に木村正三郎と改名。1985年1月場所に幕内格に昇格、同時に師匠の前名である木村庄三郎（9代）を襲名する（番付の誤記により翌3月場所のみ旧名の木村正三郎を名乗った）。1995年1月、同期の2代木村容堂とともに三役格に昇格。2001年11月に立行司に昇格、32代式守伊之助を襲名。30代庄之助停年から2場所後の2003年5月に31代木村庄之助を襲名。伊之助を9場所、庄之助を16場所務めた。2005年11月場所後に停年。最後の取組は横綱朝青龍明徳 - 大関千代大海龍二（現九重）。
ハリのある力強い呼び上げと掛け声が特徴的で、軍配裁き、知識、指導力にも優れていた。
事務能力にたいへん優れ、また土俵上の所作はきびきびとしており、軍配裁きも的確だった。番付こそ書かなかったが書の見事さは天下一品と言われた。

## その他
- 2004年9月場所13日目 横綱朝青龍 - 関脇若の里（現西岩）戦で、若の里が土俵際の突き落としで勝ったが、若の里に勝ち名乗りを上げる際、客席から飛んできた座布団が庄之助に直撃したようで烏帽子がない状態で若の里に懸賞金を手渡した。かなりの衝撃もあったようで庄之助の足元もふらついていた。
- この2004年9月場所は 朝青龍が稽古不足により9勝6敗の大不振に終わる。朝青龍は成績及び相撲内容の悪さについて庄之助に謝罪をしたという。
- 庄三郎時代1場所だけ途中休場している。理由は「前日の取組を裁いていた際に、右足ふくらはぎを肉離れした」ということ。
- 庄之助時代の思い出の取組として、2004年7月場所8日目の前頭2枚目琴ノ若（現佐渡ヶ嶽） - 横綱朝青龍戦と、2005年7月場所8日目の小結琴欧州（現鳴戸） - 朝青龍戦を挙げている。中でも琴ノ若戦は琴ノ若の「つき手」か「かばい手」かで大きく揉めた一番であるが、本人は「かばい手だと判断して自信をもって琴ノ若に軍配を挙げた」と自身の停年会見で語っている。
- 師匠の19代式守伊之助を大変尊敬しており、伊之助時代は19代伊之助の軍配を使っていた。庄之助を襲名してからも伊之助最後の弟子であることを誇りにしていたという。
- 庄之助を襲名してからは、一人横綱だった朝青龍の取組を常に裁き、朝青龍も彼に対して絶大な信頼感をもっていた。朝青龍が7連覇を決めた2005年11月場所を最後に停年を迎えたが、千秋楽の弓取り式を終え引き上げる花道の途中、表彰式準備のため本来なら支度部屋に帰っているはずの朝青龍が花道に戻る庄之助を待っており、花束と懸賞金の一部を餞別として手渡し感謝を告げるという一幕があった。

## 履歴
- 1955年5月　初土俵・式守正夫
- 1970年7月　十両格昇格
- 1974年7月　木村正三郎と改名
- 1985年1月　幕内格昇進。9代木村庄三郎襲名
- 1995年1月　三役格に昇格
- 2001年11月　立行司に昇格。32代式守伊之助襲名
- 2003年5月　31代木村庄之助襲名
- 2005年12月2日　停年退職